# Nezouh - Il buco nel cielo
Nezouh - Il buco nel cielo (Nuzūḥ) è un film del 2022 scritto e diretto da Sudad Ka'dan.

## Trama
Nella Damasco della guerra civile siriana, una bomba apre uno squarcio nel soffitto dell'appartamento in cui vivono la quattordicenne Zeina e i suoi genitori. Mentre la madre, Hala, spinge affinché la famiglia si trasferisca in Europa come hanno già fatto le sue sorelle, il capofamiglia Motaz è determinato a rimanere lì dov'è, troppo orgoglioso per abbandonare casa sua e diventare un rifugiato. Zeina, nel frattempo, fa la conoscenza di Amer, un ragazzo che ha fatto capolino dal buco nel soffitto.

## Produzione
Il film è stato girato a Gaziantep, in Turchia, a pochi chilometri dal confine siriano, durante la pandemia di COVID-19.

## Distribuzione
Il film è stato presentato in anteprima il 3 settembre 2022, nella sezione Orizzonti Extra della 79ª Mostra internazionale d'arte cinematografica di Venezia. È stato distribuito nelle sale cinematografiche italiane da Officine UBU a partire dal 12 gennaio 2023.

## Riconoscimenti
- 2022 - British Independent Film Awards[5]
  - Candidatura per il migliore interprete ad Hala Zein
  - Candidatura per i migliori effetti speciali ad Ahmed Yousry
- 2022 - MedFilm Festival[4]
  - Premio diritti umani Amnesty International
- 2022 - Mostra internazionale d'arte cinematografica[6][7]
  - Premio degli spettatori - Armani Beauty
  - Premio Lanterna Magica